# The Diamond Mine
Albums de Diamond D
Grown Man Talk
(2003) I'm Not Playin'
(2007)
The Diamond Mine est une mixtape de Diamond D, sortie en 2005.

## Liste des titres
| No  | Titre                                                                                             | Contient un (des) sample(s) de                                 | Durée |
| --- | ------------------------------------------------------------------------------------------------- | -------------------------------------------------------------- | ----- |
| 1.  | Intro (Produit par Diamond D)                                                                     |                                                                | 0:53  |
| 2.  | Holla at Me (Produit par Diamond D)                                                               |                                                                | 2:29  |
| 3.  | Live & Let Die (featuring Fat Joe – Produit par Diamond D)                                        | Live and Let Die de Paul McCartney and Wings                   | 3:01  |
| 4.  | U Don't Owe Me (Produit par Mark 45 King)                                                         |                                                                | 4:03  |
| 5.  | We Run Things (featuring Verse et AK2Gs – Produit par Diamond D)                                  |                                                                | 3:26  |
| 6.  | We Gangstas (featuring J Dilla et Knottz – Produit par Knottz)                                    |                                                                | 3:02  |
| 7.  | Let's Get High (featuring The Heavyweights et Blake Carrington – Produit par Diamond D)           | Superwoman (Where Were You When I Needed You) de Stevie Wonder | 3:05  |
| 8.  | We Dem Niggas (featuring Xhibit – Produit par Diamond D)                                          |                                                                | 2:14  |
| 9.  | Get 'Em Open (featuring Dutch – Produit par Diamond D)                                            |                                                                | 3:21  |
| 10. | Y'all Niggaz Need to Know (featuring Alchemist – Produit par Diamond D)                           | Easy Days des Pointer Sisters                                  | 3:46  |
| 11. | On My Grind (featuring K Terror, Brick, AK2Gs et Blake Carrington – Produit par Diamond D)        |                                                                | 2:58  |
| 12. | Test Me (featuring Akmed – Produit par Diamond D)                                                 | Laying the Trap de Charles Bernstein                           | 1:59  |
| 13. | Get Up (featuring Grand Puba – Produit par Diamond D)                                             | When You're Hot You're Hot du Mother Freedom Band              | 2:32  |
| 14. | Words (Produit par Diamond D)                                                                     |                                                                | 3:22  |
| 15. | Live My Life (featuring Big Red – Produit par Diamond D)                                          |                                                                | 2:52  |
| 16. | Dollar Bill (featuring AK2Gs – Produit par Diamond D)                                             |                                                                | 3:06  |
| 17. | Scream (featuring Brick et Big C – Produit par Simba)                                             |                                                                | 3:35  |
| 18. | Wet N Slippery (featuring Blake Carrington – Produit par Diamond D)                               | No Name Bar d'Isaac Hayes                                      | 3:47  |
| 19. | Bounce (featuring The Heavyweights et K Terror – Produit par Diamond D)                           |                                                                | 2:50  |
| 20. | U Don't Want It (featuring AK2Gs et Big C – Produit par Diamond D)                                | Kashmir de Led Zeppelin                                        | 3:27  |
| 21. | Interrogation (featuring The Heavyweights, Brick, K Terror et Big C – Produit par Diamond D)      |                                                                | 4:02  |
| 22. | Shit Is Bananas (featuring Banabas – Produit par Diamond D)                                       |                                                                | 3:53  |
| 23. | Why U Wanna Fuck Wit' Me? (featuring Sadat X, Big C et Blake Carrington – Produit par Muscle Men) |                                                                | 3:30  |